# スワン川
スワン川（スワンがわ、英語：Swan River、ニュンガ語：Derbarl Yerrigan）は、オーストラリア大陸の南西端部を流れる河川の1つである。西オーストラリア州の人口集中地域であるパース都市圏を流れ、15 km南西の港町フリーマントルからインド洋へ注ぐ。主な支流はカニング川で、パースで合流する。

## 地理

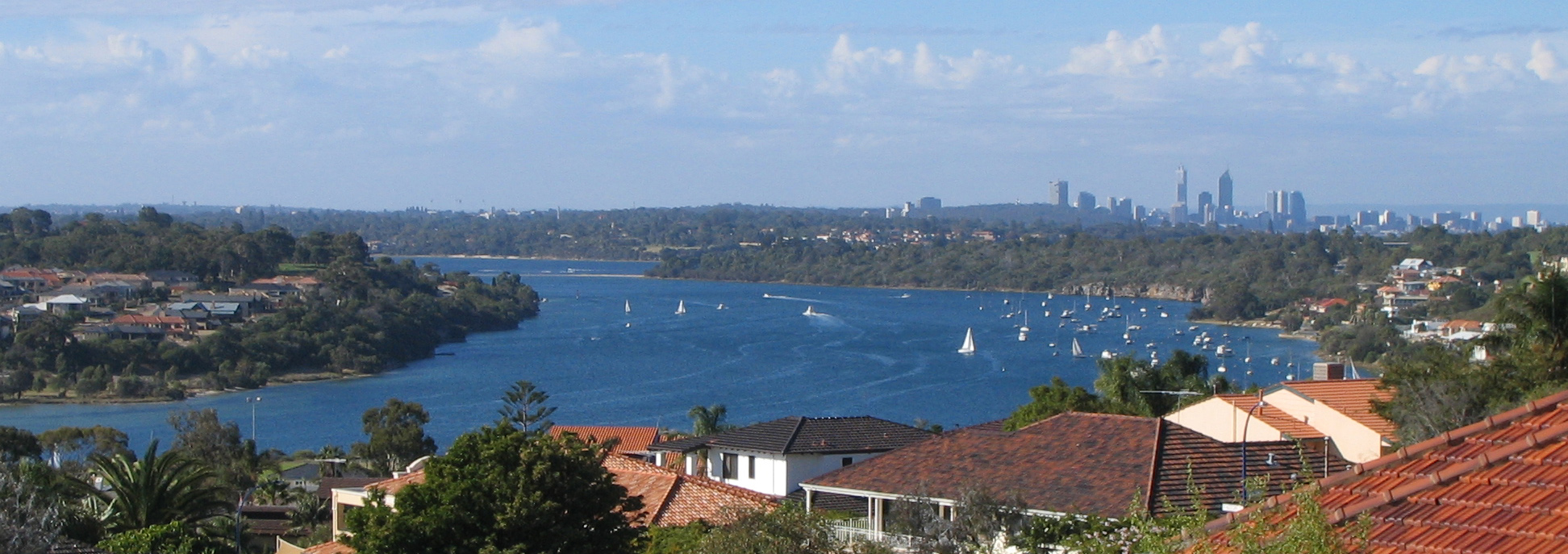
東フリマントルからの景色

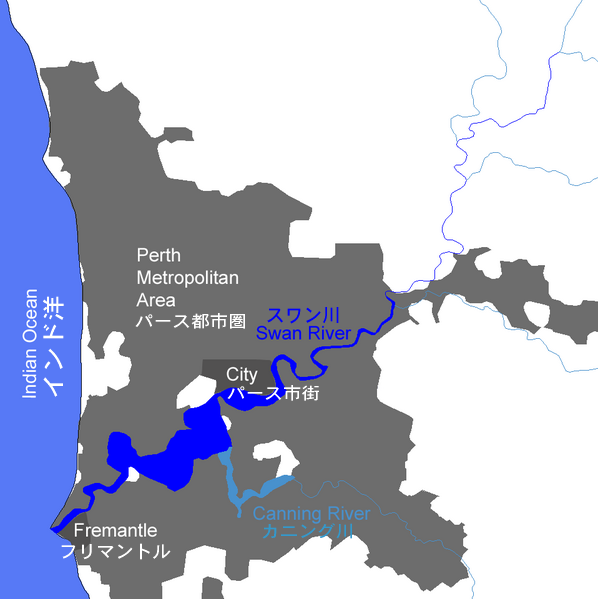
スワン川の位置

スワン川は上流はかなり狭く浅いのに対して、下流部は広くて深く、フリーマントルからパースまでは船舶の航行が可能である。スワンという名は川に生息するコクチョウにちなんでオランダの探検家ウィレム・ド・ヴラミングによって命名された。
スワン川は上流のエイボン川から下流にある湖まで、流域面積にして121,100 km2の広さである。エイボン川はスワン川に流れる大部分の水を供給している。スワン川が流れる地域の気候は地中海性気候で、冬が雨季で夏が乾季であるため、流量は季節によって大きく変動する。スワン川はせき止められていないが、支流のヘレナ川とカニング川はそれぞれマンダーリングダムとカニングダムが設置され、パース都市圏の水がめになっている。なお、河口部は潮汐の影響を受け、1 m程度の微小な水位変動が見られる。
パース市街に隣接したスワン川下流域のパース湖では、毎年オーストラリアデーの花火を打ち上げることで有名な場所で、40万人以上の人が見物に来る。

## 神話
先住民のヌーンガー人は、ダーリング崖がワギルの体であると考えた。ワギルとはアボリジニーの神話に出てくる蛇のような生物だが、地面を曲がりくねりながら川や水路、湖を創ったとされていて、スワン川もワギルが創ったと考えられているのである。